# 공중화장실

초현대식 남성 화장실의 모습.

공중화장실(公衆化粧室, 영어: public toilet, restroom, bathroom, washroom)은 공공시민이나, 보호자 혹은 고객들을 위해서 용변을 볼 수 있게 설치한 화장실이다. 또한 공중화장실은 공공 시설이기 때문에 최소한 변기와 세면대는 설치되어 있어야 한다. 큰 규모의 공중화장실은 목욕 시설이나 샤워, 혹은 탈의실이나 아기들을 위한 공간도 있다.
공중화장실은 단독으로 설치되거나, 빌딩의 일부분으로서 지하철, 학교, 스탠드바, 레스토랑, 나이트 클럽, 주유소 등에 설치된다. 공중화장실은 대중교통에서 승객이 사용하기도 한다. 공중화장실은 보통 고정되어 있지만, 소형 이동 화장실이나, 더 큰 이동 화장실은 이동 빌딩에 만들어진다.
공중화장실은 보통 성별에 의해서 남성용과 여성용으로 나뉘지만 어떤 곳은 남녀공용이거나 1인용도 있다. 남성용과 여성용 모두 두 구간이 붙어있는 경우가 많다. 많은 남성용 화장실은 소변기가 있고, 장애인 화장실도 별도로 설치되어 있다.
공중화장실은 무인이거나, 수위나 관리자가 관리하고, 지방 정부 또는 큰 빌딩의 소유자가 제공한다. 많은 문화권에서 화장실을 사용할 때 요금을 내거나, 관리자에게 약간의 사례금을 준다.

## 도촬 위험성
촬영 대상자의 의사에 반하여 불법으로 유방,가슴골 항문,성기,볼기,치마,속옷을 포함해서 피해자가 원하지 않는 사진,동영상을 촬영하것이며 특히 화장실,목욕탕,탈의실처럼 신체를 노출하는곳은 발견하면 경찰에 신고한다.

## 의미

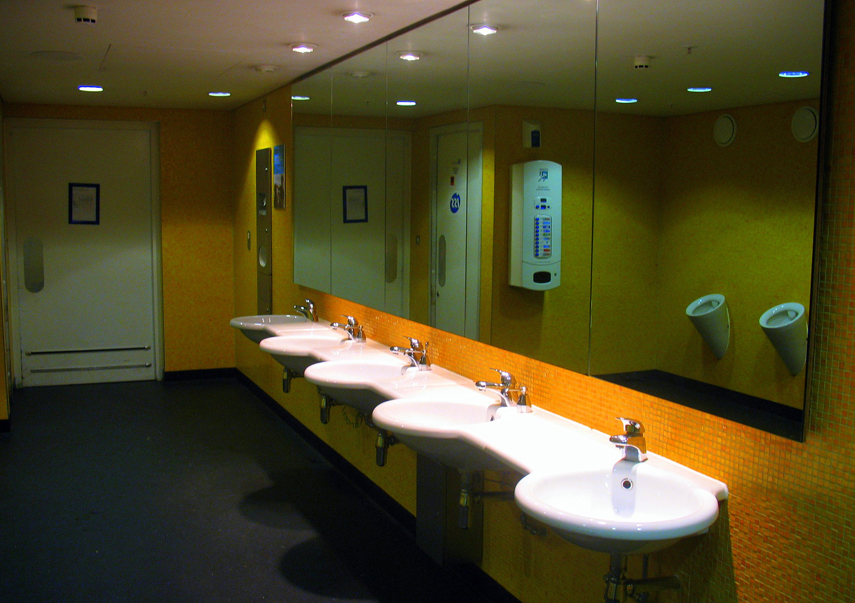
영국 버밍엄 Bullring Shopping Centre, Selfridges 백화점 건물 내부의 화장실.

보통 세면실이라는 표현은 공공장소나 상점 혹은 공장에서 많은 사람들이 사용하기 위해 계획된 장소이고, 이에 반해 욕실은 보다 적은 사람들이 사용하는 조그맣고 제한된 장소이다.

## 성별 구분

미국 교통국의 공중화장실에 대한 픽토그램.

픽토그램이 나타내는 성별로 영역을 구분하는 것은 공중화장실의 특징이다. 가끔 이 픽토그램과 유사한 형태로 그림의 바깥쪽에 원을 그리면 여성용을 의미하고, 삼각형을 그리면 남성용을 의미한다. 이런 픽토그램이 성 관념을 지속시킨다고 비판받아 왔지만, 별다른 대안은 없었다.
성이 구별된 공중화장실은 어린이들이나 여자화장실에만 기저귀 가는 곳이 있는 경우 남자들이 아이들을 돌봐야 하는 경우에 어려움을 겪는다.
트랜스젠더나 간성의 경우는 어떤 성의 화장실을 가야 되는지 문제가 생기는데, 그들은 종종 자신을 다른 성으로 해석한 다른 사람에게 당혹감, 시선, 심지어 폭행이나 괴롭힘을 당하기도 한다. 트랜스젠더들은 성적 신원을 확인하는 화장실뿐만 아니라 성이 태어날 때 결정된다고 믿는 사람들에게도 이목을 끈다.
어떤 공중화장실은 성 구별이 없는 경우도 있다. 또, 몇몇 공공장소(예를 들어 트랜스젠더나 퀴어 집단을 위한 시설이나 몇몇 대학과 사무실)에는 개인적으로 다양한 성을 가진 사람들의 고민에 부합하기 위해 공중화장실이 성으로 구별되지 않는 곳도 제공한다. 그러나 아직 이런 시설은 매우 드물고 종종 쟁점거리가 되고 있다. 많은 법원에서는 트랜스젠더라도 그들의 성정체성에 따라 화장실을 사용할 권리가 있다고 규정했다. 또한 남녀 공용 화장실이 다른 성의 배우자나 간병인의 도움이 필요한 장애인이나 노약자의 편의를 도모하기 위하여 상당히 늘어나고 있다.

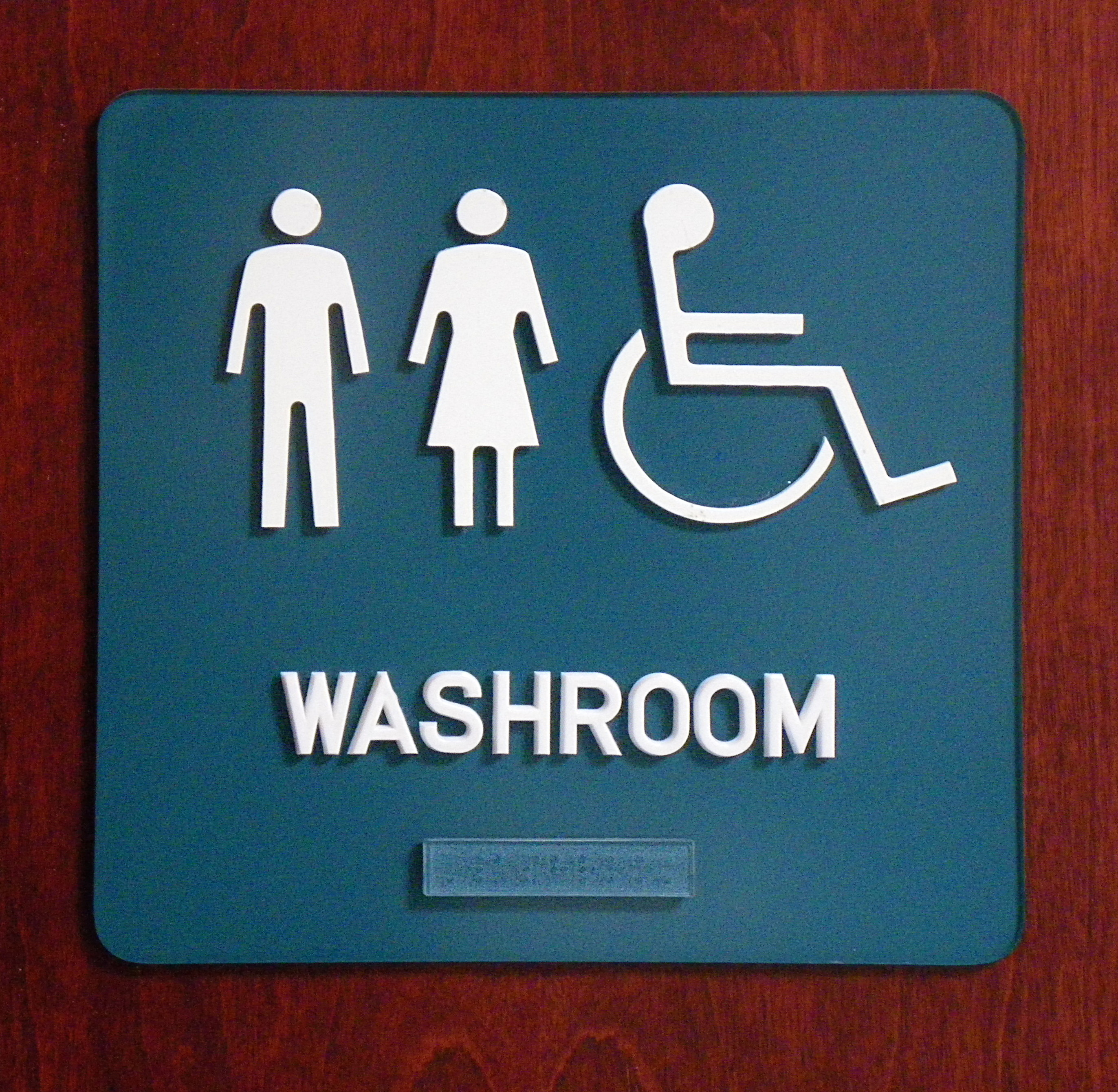
특수 용도를 위한 화장실이다. 성이 다른 배우자나 간병인을 위하여 디자인되었다. 입체 기호와 브라유 점자로 작성되어 있는 것을 확인할 수 있다.

가정의 화장실은 이슬람 문화권과같이 성에 대해 보수적인 문화권을 제외하면 그들의 지위가 높더라도 사실상 전혀 분리되어 있지 않다.

## 구조
공중화장실은 대부분 아래와 같은 설비 및 도구를 갖추고 있다. 여성 화장실에 남 유아용 소변기가 비치된 경우가 있지만 소변기는 대개 남성 화장실에만 비치된다.
- 변기
- 비데
- 소변기
- 세면대 (수도꼭지)
- 비누 자판기
- 손 건조기나 타월, 화장지나 재활용 옷 자판기
- 가끔 샤워기나 비누, 샴푸 혹은 비슷한 자판기가 있다.
- 소독제
- 쓰레기통
- 거울
- 기저귀 교환 테이블(종종 접이식)
- 화장품 자동 판매기 (여성 공중화장실에 더 흔하다), 탐폰, 위생 냅킨, 콘돔, 진통제, 생리대

## 현대식 공중화장실 건물
건축가 프랭크 로이드 라이트는 수세식 화장실의 풀 스위치를 자신이 1904년 라킨 행정 빌딩을 설계하는 과정에서 디자인했다고 주장했다.

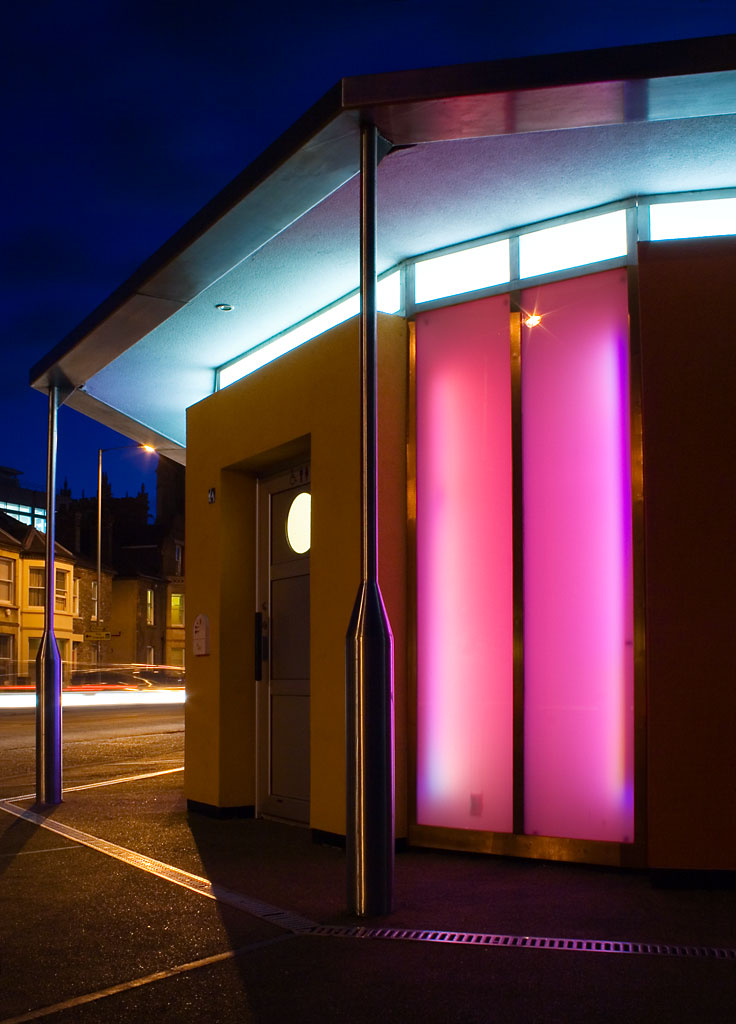
영국 케임브리지에 있는 블록 디자인의 공중 화장실.

현대적 공중화장실은 다음 두 가지 특징이 있다.
- 문이 없는 입구는 문과 접촉했을 때 생길 지 모를 질병의 확산을 막아주고, 누군가 들어오는 소리가 수시로 들리기 때문에 기물 보안에도 도움이 된다. 이런 문 없는 입구는 평소에는 열려 있다가 필요할 때만 닫히게 설계할 수도 있다.
- 센서로 작동되는 시설들은 고객이 필요할 때만 설비를 사용할 수 있게 함으로써 병의 확산을 우회시켜 주고, 용변을 처리할 때 드는 물을 아껴 주어서 유지비용을 줄여준다.

### 공중화장실의 접근성 증대

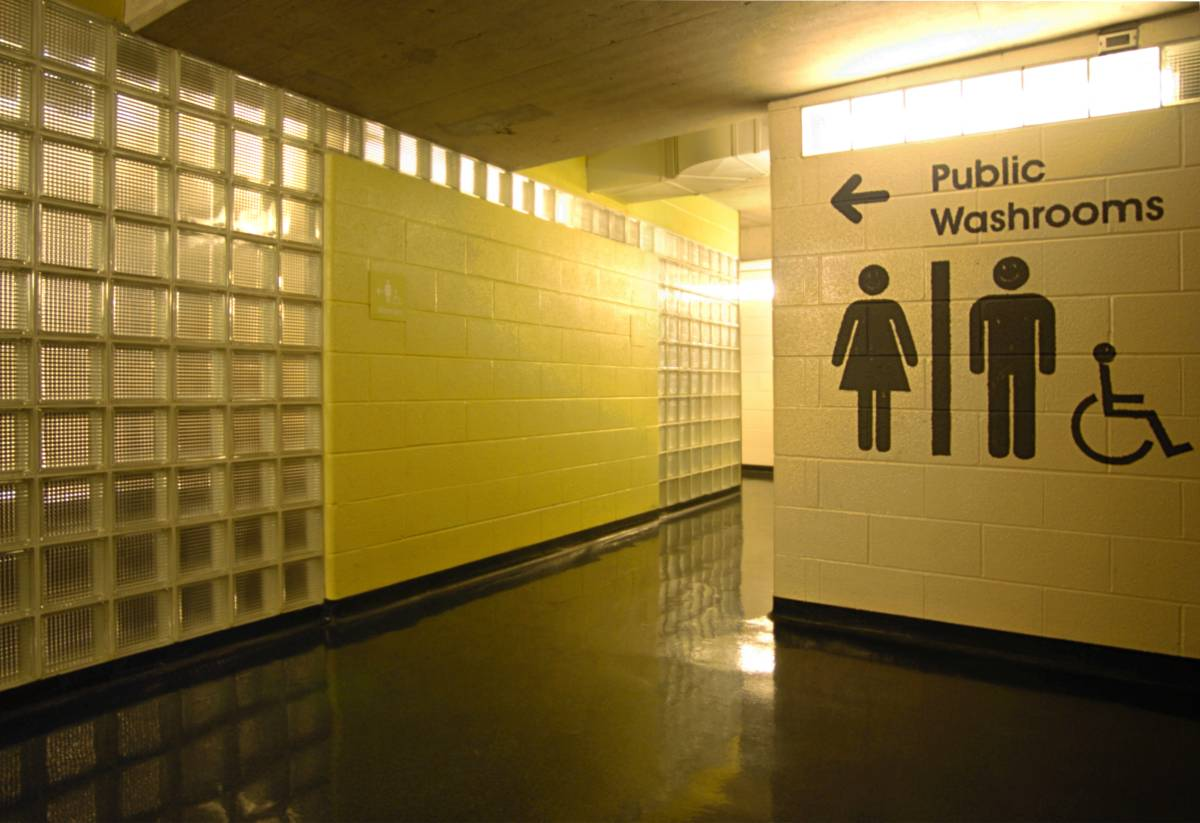
유리블록은 공중화장실 입구를 밝혀 주는 데도 사용한다.

미래주의적 건축가들은 산업용 콘크리트, 유리 블록, 고품질 블랙 마블, 스테인리스 구조등으로 만들어진 지지대를 병렬적으로 멋지게 배열하여 유리 블록이 인입구로부터 주 공중화장실로 힘을 분산시킬 수 있도록 만들어 준다. 센서를 세면대, 대변기, 소변기, 핸드 드라이어 및 화장실에 설치된 조명에 설치하여 아름다움과 기능성을 더해 준다.
창문을 통해 들어오는 시설 바깥의 조명을 통해 지하실같이 자연광이 접근하기 어려운 곳에도 넓은 자연광이 들어오는 것처럼 연출할 수 있다. 이 창문은 종종 시멘트를 이용해 유리 블록으로 시설에 고정되어 있다. 조명이 통로를 따라 정전, 위생, 보안. 미적 요소의 효과를 내도록 설치한다.
오래된 화장실은 수로를 갖고 있지 않으며 현대적으로 개보수된 화장실은 물 탱크가 박스같이 타일로 포장된 곳에 숨겨져 있을 수도 있다. 또, 시설 송수관의 수위가 너무 높아서 물을 내릴 경우에 넘칠 수도 있다. 그래서 길게 늘어진 물을 담아놓는 통을 두어 용변 이후 물 탱크의 수위가 새로 찰 수 있게 만든다. 이렇게 물 탱크와 그 부속품들을 숨기는 경향은 1950년대 후반 영국에서 시작되었고 1960년대부터는 보편화되었다. 학교같은 몇몇 건물에는 공중화장실에 높은 수위가 올라 차 있는 물 탱크를 볼 수 있었으나 1970년대부터 구식이 되었고 현재는 많은 학교의 물 탱크의 수위는 낮아져 있다.

## 세면대의 화장실 시트

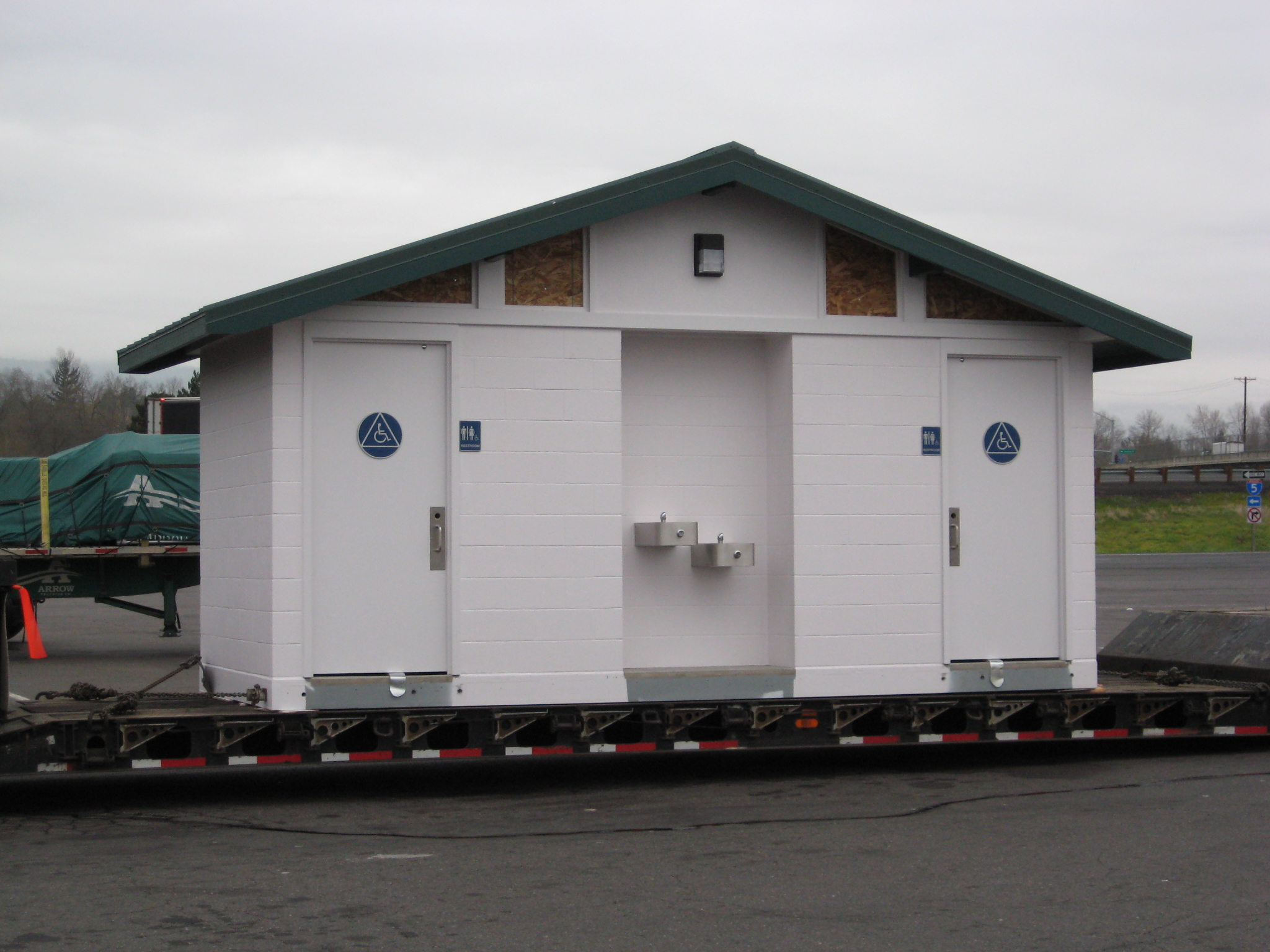
바깥에 있는 공중화장실들은 만들어져 옮겨질 수도 있다.

보통 화장실 시트는 가운데 구멍이 있다. 이것은 남성의 소변이 시트에 튀는 것을 예방한다. 이런 시트는 남성 및 여성용 화장실 둘 다 설치되어 있는데, 이 구멍이 시트를 들어올렸을 때 더 안정성을 준다. 수세식 화장실에는 설치되지 않는다. 영국과 몇몇 유럽에서는 화장실 시트가 구멍 없이 완벽한 구형인 경우가 있다.
화장실의 화장실 시트의 색은 보통 공장에 관계없이 하양이나 검정이다. 검정 화장실 시트는 캐나다에서 보통 쓰인다. 미국에서는 과거에는 검정이 많이 쓰였으나 지금은 하양이 주를 이루고 몇몇 주에서는 보통법으로 규정되어있다. 비행기의 세면기에 있는 화장실 시트는 회색이나 중성색을 쓴다.

## 다용도로 쓰이는 공중화장실
몇몇 화장실은 원래 남성용과 여성용이 구분되어 있기 때문에 탈의실의 용도로 사용되기도 한다. 예를 들어 해변에서 일부 화장실은 벤치가 있어서 그 안에서 수영복으로 갈아입을 수가 있다. 어떤 화장실은 샤워기와 비누·샴푸 디스펜서가 설치되어있기도 하다. 많은 현대식 샤워기와 비누·샴푸 디스펜서는 센서로 작동되어서 계속 사용하지 않으면 꺼지게 되어 있다.

## 위생

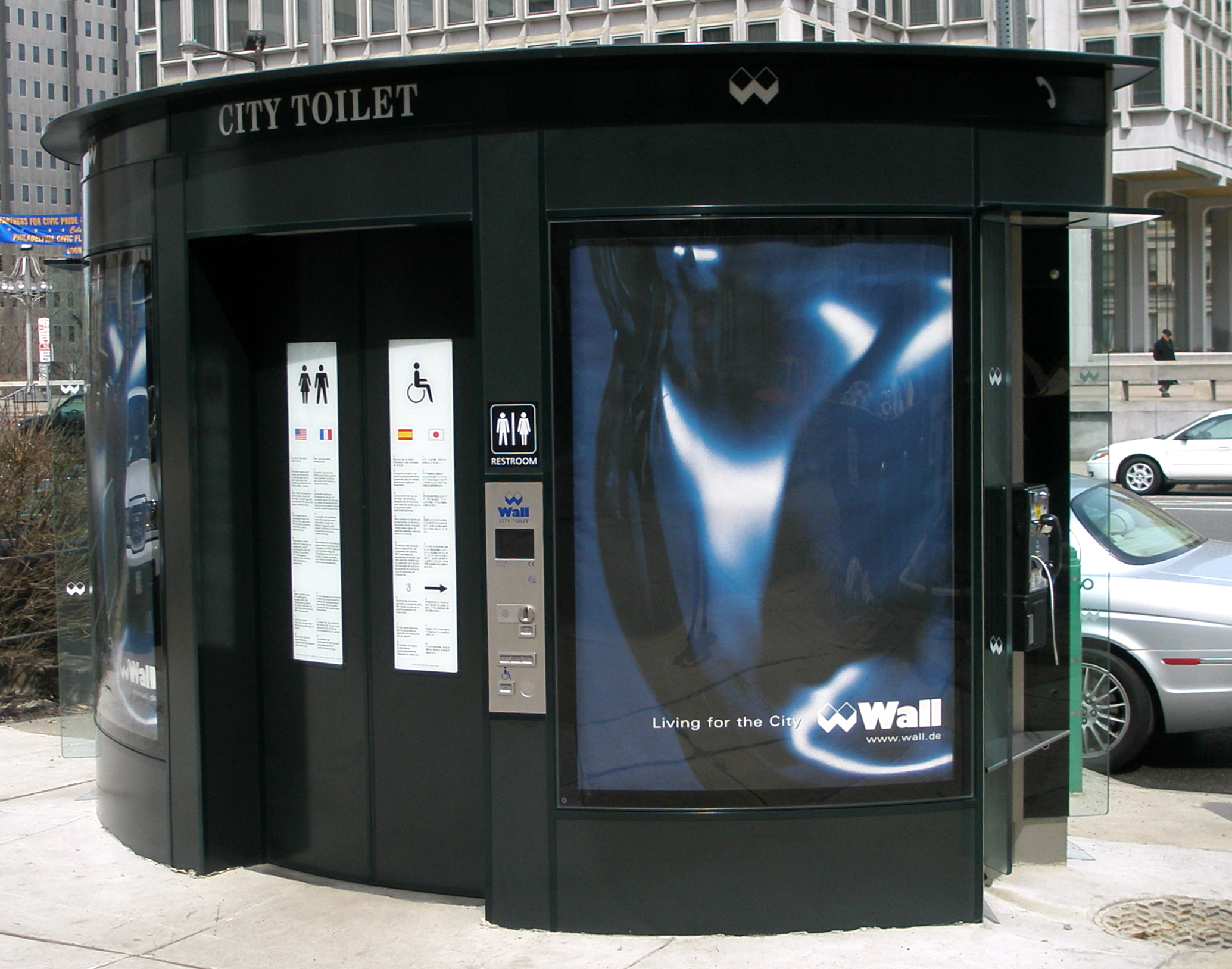
필라델피아 시청 밖의 공중화장실.

전 세계의 많은 공공화장실은 많은 이용량과 관리인의 부족으로 청결을 유지하기 어렵기 때문에 위생적으로 불량하다. 몇몇 개인이 운영하는 화장실은 청결을 위해 이용량을 줄이고 필요한 청결을 유지하기 위해 보호자 없이는 시설을 이용할 수 없도록 하기도 한다. 어떤 곳은 문을 막고 성인에게만 비밀번호를 주기도 한다. 돈을내고 입장하는 화장실은 일반적으로 무료로 이용하는 화장실보다 깨끗하다. 뭄바이 신문 《Daily News and Analyasis》의 Dipak Chatterjee 박사는 공공화장실은 비위생적이기 때문에(특히 여자화장실) 질병에 노출되기 쉬운 사람은 성인용 기저귀를 쓰는 것이 좋다고 주장한다.
필라델피아같은 몇몇 도시는 현대적인 화장실을 설치하는데 많은 노력을 기울이고 있으며 관광지와 가장 교통량이 많은 도로에 사람들이 스스로 청소할 수 있게 하는 공중화장실을 설치했다. 세계화장실기구의 창시자인 잭 심은 전 세계적으로 개발도상국의 더 좋고, 깨끗한 화장실을 위해 홍보를 펼쳤다.

## 같이 보기
- 남녀 공용 화장실
- 화장실